# Ataque aéreo a hospital em Mariupol
Em 9 de março de 2022, a Força Aérea Russa bombardeou o Hospital Maternidade No 3 (em ucraniano:  Пологовий будинок №3), um complexo hospitalar que funciona tanto como hospital infantil quanto como maternidade em Mariupol, Ucrânia, durante a invasão russa da Ucrânia em 2022, matando pelo menos quatro pessoas e ferindo pelo menos dezesseis, e levando a pelo menos um natimorto.
O presidente ucraniano Volodymyr Zelenskyy, Josep Borrell, chefe de Relações Exteriores da União Européia,  e o ministro das Forças Armadas britânicas James Heappey descreveram o atentado como um crime de guerra . Em 10 de março, o ministro russo dos Negócios Estrangeiros e o Ministério da Defesa alegaram que o bombardeio do hospital foi justificado pela presença das forças armadas ucranianas na Maternidade Mariupol No 1, como havia afirmado o representante russo da ONU Vasily Nebenzya 
anteriormente, em 7 de março de 2022.

## Ataque

### Prelúdio
Em 2022, durante a invasão russa da Ucrânia, forças russas e pró-russas sitiaram a cidade. Acabou por ser acordado entre as autoridades russas e ucranianas permitir a evacuação de civis de Mariupol e de outras quatro cidades ucranianas em 9 de março de 2022 em um corredor humanitário.

### Bombardeio
Um hospital infantil e maternidade em Mariupol foi bombardeado várias vezes pelas Forças Aéreas Russas durante o cessar-fogo. As autoridades ucranianas descreveram os danos ao hospital como "colossais". Imagens de vídeo após os ataques mostraram "grande parte da frente do prédio ... arrancada" e "carros mutilados queimando do lado de fora".  As enfermarias do hospital foram "reduzidas a destroços, as paredes [tiveram] desmoronado, o equipamento médico coberto de escombros, as janelas [foram] estouradas e o vidro quebrado [estava] por toda parte".
O presidente ucraniano Volodymyr Zelenskyy afirmou que as pessoas "se esconderam" do ataque a tempo, minimizando o número de vítimas.

### Vítimas
Em 9 de março de 2022, o governador de Donetsk Oblast afirmou que 17 pessoas, incluindo mulheres em trabalho de parto, ficaram feridas no bombardeio.  "Mulheres, recém-nascidos e equipe médica foram mortos", segundo a neurologista Oleksandra Shcherbet.  Em 10 de março, as autoridades locais afirmaram que uma menina e duas outras pessoas foram mortas no bombardeio.
Uma mulher grávida sem nome fotografada no atentado foi transferida para outro hospital e morreu depois que seu filho nasceu morto. Ela havia sofrido vários ferimentos no bombardeio, incluindo uma pélvis esmagada e um quadril descolado, o que contribuiu para o nascimento de seu filho natimorto. Outra mulher grávida fotografada no atentado, Marianna Vyshegirskaya (nascida Podgurskaya), uma popular blogueira do Instagram,  deu à luz uma filha no dia seguinte.

## Reivindicações de crimes de guerra
Josep Borrell, chefe de Relações Exteriores da União Européia, descreveu o atentado como um crime de guerra. James Heappey, Subsecretário de Estado Parlamentar Britânico para as Forças Armadas, disse que se atingir o hospital foi um fogo indiscriminado em uma área construída ou um ataque deliberado, "foi um crime de guerra".  Os líderes ucranianos ecoaram sentimentos semelhantes.

## Reações

### Ucrânia
O vice-prefeito de Mariupol, Sergei Orlov, declarou: "Não entendemos como é possível na vida moderna bombardear um hospital infantil".  A Câmara Municipal de Mariupol descreveu o bombardeio por aeronaves russas como deliberado.  Zelenskyy afirmou que o ataque constituiu "prova de que o genocídio dos ucranianos [estava] ocorrendo".  Sergei Orlov, vice-prefeito de Mariupol, descreveu o ataque como um crime de guerra e genocídio.

### Rússia
Em 10 de março, o Ministro das Relações Exteriores da Rússia e o Ministério da Defesa alegaram publicamente que o bombardeio era justificado. De acordo com o Ukrayinska Pravda, o ministro das Relações Exteriores Sergey Lavrov confirmou que o bombardeio do hospital foi uma ação deliberada. Ele afirmou: "Há alguns dias, em uma reunião do Conselho de Segurança da ONU, a delegação russa apresentou informações factuais de que esta maternidade havia sido tomada pelo Batalhão Azov e outros radicais e que todas as mulheres em trabalho de parto, todas as enfermeiras e em geral, todos os funcionários foram instruídos a deixá-lo. Era uma base do ultra-radical Batalhão Azov."  O porta-voz do Ministro da Defesa, Igor Konashenkov, afirmou que "absolutamente nenhuma tarefa para atingir alvos no solo foi realizada por aeronaves militares russas na área de Mariupol" e que o "suposto ataque aéreo" foi uma "provocação completamente encenada para manter o anti-clamor público russo na audiência ocidental".  Anteriormente, os militares russos alegaram que os batalhões Azov e Aidar estavam "disparando fogo" de "escolas, hospitais e jardins de infância" em Mariupol.
Também em 10 de março de 2022, o Twitter removeu um tweet da embaixada russa no Reino Unido que afirmava que o ataque ao hospital Mariupol era "falso" e que Marianna Vyshegirskaya, uma das vítimas, era uma "atriz" ao citar sua carreira de blogueiro como uma violação das regras do Twitter. Políticos britânicos saudaram a medida e acusaram a embaixada russa de desinformação.
Meduza afirmou que o representante russo nas Nações Unidas, Vasily Nebenzya, havia em 7 de março encaminhado para o Hospital Maternidade nº 1 como um hospital que ele alegou ter sido usado pelas forças armadas ucranianas como ponto de tiro, não o Hospital Maternidade nº 3 . Meduza descreveu Lavrov como tendo confundido o Hospital nº 1, referido por Nebenzya, com o hospital que foi bombardeado, o Hospital nº 3 .

### Internacional
O primeiro-ministro britânico Boris Johnson descreveu o ataque como "depravado".  Jen Psaki, secretária de imprensa do presidente dos Estados Unidos, Joe Biden, afirmou que "é horrível ver o... uso bárbaro da força militar para perseguir civis inocentes em um país soberano".  Josep Borrell, alto representante da União Europeia para os Negócios Estrangeiros e a Política de Segurança, descreveu o atentado como um "crime de guerra hediondo".  O Cardeal Secretário de Estado da Cidade do Vaticano, Pietro Parolin, expressou consternação com o atentado, chamando-o de "ataque inaceitável contra civis". António Guterres, secretário-geral das Nações Unidas, escreveu que o ataque foi "horrível" e que "esta violência sem sentido deve parar".
O atentado recebeu ampla condenação na imprensa internacional: o Daily Mirror e o The Independent descreveram o ato como "bárbaro", o Daily Express e o Daily Mail o chamaram de "depravado", enquanto o The Guardian, o Financial Times e o El País o chamaram de " atroz". O jornal italiano Il Giornale descreveu Putin como um "criminoso de guerra", enquanto o La Repubblica denunciou "a morte de inocentes".
O primeiro-ministro Kyriakos Mitsotakis da República Helênica twittou em 18 de março que a Grécia "está pronta para reconstruir a maternidade em Mariupol, o centro da minoria grega na Ucrânia, uma cidade querida aos nossos corações e símbolo da barbárie da guerra".